# Scarabaeus babori
Scarabaeus babori är en skalbaggsart som beskrevs av Vladimir Balthasar 1934. Scarabaeus babori ingår i släktet Scarabaeus och familjen bladhorningar. Inga underarter finns listade i Catalogue of Life.